# فرانك أوبراين
فرانك أوبراين (بالإنجليزية: Frank O'Brien)‏ هو سياسي أمريكي، ولد في 25 يناير 1918 في بيتسبرغ في الولايات المتحدة، وتوفي في 18 مايو 2006 في ويست ليك في الولايات المتحدة. حزبياً، نشط في الحزب الديمقراطي. وقد انتخب عضو مجلس نواب بنسيلفانيا.